# Ліофільність
Ліофі́льність, сольватофі́льність (рос. лиофильность, (сольватофильность); англ. lyophilicity (solvato-philicity), lyophylic behavior, нім. Lyophilität f) — здатність речовини інтенсивно взаємодіяти з рідким середовищем (з молекулами рідини), завдяки чому такі речовини можуть розчинятися, змочуватись, набрякати.
Окремим випадком ліофільності є гідрофільність.
Протилежне — ліофобність.